# Зорнсиг
Зо́рнсиг или Жо́рносыки (нем. Sornßig; в.-луж. Žornosykiо файле) — деревня в Верхней Лужице, Германия. Входит в состав коммуны Хохкирх района Баутцен в земле Саксония. Подчиняется административному округу Дрезден.

## География
Располагается у подножия холма Хохштайн (Hochstein, Rubježny hród, 542 м.).
Соседние населённые пункты: на северо-востоке — деревня Блоцаны, на востоке — деревня Лейно и на западе — деревня Вуежк-под-Чорнобогом.

## История
Впервые упоминается в 1225 году под наименованием Wernerus de Surnzic.
С 1957 по 1973 года деревня входила в состав коммуны Плотцен. С 1973 года входит в современную коммуну Хохкирх.
В настоящее время деревня входит в состав культурно-территориальной автономии «Лужицкая поселенческая область», на территории которой действуют законодательные акты земель Саксонии и Бранденбурга, содействующие сохранению лужицких языков и культуры лужичан.
Исторические немецкие наименования
- Wernerus de Surnzic, 1225
- Sorniczk, 1394
- Sornesik, Sornesig, Sorsik, 1400
- Sornßig, 1419
- Schorßnig, 1481
- Sorneßitz, 1486
- Sornsich, 1525
- Sornsig, 1585
- Sornßig, 1791

## Население
Официальным языком в населённом пункте, помимо немецкого, является также верхнелужицкий язык.
Согласно статистическому сочинению «Dodawki k statisticy a etnografiji łužickich Serbow» Арношта Муки в 1884 году в деревне проживало 122 человека (из них — 114 серболужичан (93 %)).
Лужицкий демограф Арношт Черник в своём сочинении «Die Entwicklung der sorbischen Bevölkerung» указывает, что в 1956 году при общей численности в 127 человек серболужицкое население деревни составляло 81,1 % (из них верхнелужицким языком владело 67 взрослых и 36 несовершеннолетних).
| 1834 | 1871 | 1890 | 1910 | 1925 | 1939 | 1946 | 1950 |
| ---- | ---- | ---- | ---- | ---- | ---- | ---- | ---- |
| 121  | 140  | 116  | 90   | 110  | 97   | 122  | 146  |

## Достопримечательности
Памятники культуры и истории земли Саксония
- Господский дом, дом обслуги, сохранившиеся части забора и садовый памятник, Sornßig 1, 1b, 1898 год (№ 09251635)
- Каменный дорожный указатель, Sornßig 6, 19 век (№ 09304353)
- Старое лесное хозяйство, конюшня с пристройкой, Sornßig 17, первая половина 19 века (№ 09251637)
- Жилой дом с хозяйственными постройками, Sornßig 18, 1865 год (№ 09251636)